# Павленко Анатолій Федорович
Анато́лій Фе́дорович Павле́нко (11 січня 1940, Владивосток, Приморський край, РРФСР, СРСР — 1 грудня 2016, Київ, Україна) — український науковець-економіст, доктор економічних наук, професор. Дійсний член АПНУ; завідувач кафедри маркетингу, член президії ВАК України; президент Української асоціації маркетингу. Ректор Київського національного економічного університету імені Вадима Гетьмана з 1987 до 2016 року.
Герой України (2006), кавалер ордена «За заслуги» I, II ступеня. Заслужений діяч науки й техніки України (1991).

## Життєпис

Могила Анатолія Павленка, Байкове кладовище

Освіта: Уманський сільськогосподарський інститут (1960); Київський інститут народного господарства (1964); докторська дисертація «Організаційно-технічний розвиток постачально-збутових організацій».
1964—1965 — старший викладач кафедри економіки промисловості, 1965—1971 — асистент кафедри матеріально-технічного постачання, 1975—1980 — заступник декана, 1980-85 — декан факультету економіки праці та матеріально-технічного постачання, 1985—1987 — проректор з навчальної роботи, з 1987 — ректор, Київський інститут народного господарства (з 1992 — Київський державний економічний університет, Київський національний економічний університет; з липня 2005 — Київський національний економічний університет ім. В.Гетьмана). Позаштатний радник Голови ВР України (з вересня 1998).
Помер в ніч з 1 на 2 грудня 2016 року в м. Київ. Похований на Байковому кладовищі (ділянка № 33).

## Нагороди
- Звання Герой України з врученням ордена Держави (19 серпня 2006) — за визначні особисті заслуги перед Українською державою у розвитку національної освіти, підготовку висококваліфікованих фахівців, багаторічну плідну наукову і педагогічну діяльність[3]
- Орден «За заслуги» I ст. (4 жовтня 2001) — за вагомий особистий внесок у розвиток національної освіти, багаторічну плідну наукову і педагогічну діяльність[4]
- Орден «За заслуги» II ст. (1 вересня 1999) — за вагомий особистий внесок у підготовку висококваліфікованих фахівців, багаторічну плідну наукову і педагогічну діяльність[5]
- Почесна відзнака Президента України (5 жовтня 1996) — за заслуги у підготовці висококваліфікованих спеціалістів, плідну науково-педагогічну діяльність[6]
- Заслужений діяч науки й техніки України (2 грудня 1991) — за заслуги у підготовці висококваліфікованих спеціалістів, розвиток і впровадження наукових досліджень[7]
- Державна премія України в галузі науки й техніки 2011 року — за комплекс підручників з маркетингу у семи книгах (у складі колективу)[8]
- Почесна грамота Кабінету Міністрів України (07.2004).